# Nevtronij
Nevtronij (tudi netrij) je snov, sestavljena izključno iz nevtronov. Čeprav je sestavljen iz enakih atomov in je zaradi tega element, na večini periodnih sistemov ni označen. Nevtronijevi atomi so v bistvu le jedra, saj brez protonov ne morejo k sebi privlačiti elektronov, kar povzroči, da ne reagirajo z ostalimi elementi na enak način. Nevtronij se zato redko uporablja v kemijskih reakcijah in v kemiji nasploh. Nevtronij prav tako nima določenega bloka. Razlog, za to je, ker se je po odkritju orbital redko omenjal, oz. se nekateri niso strinjajali, da so skupki prostih nevtronov dejansko nevtronij. Do sedaj ni bilo objavljenega nobenega članka, ki bi predlagal ime novega bloka oz. uvrstitev nevtronija v že obstoječe bloke.
Nevtronija IUPAC ne obravnava kot element, zato nima uradnega simbola. Največkrat se uporabljata simbola Nt in Nu. Za uporabo v kakršnih koli 3D modelih se uporablja temno modra kroglica, enake barve kot kroglica za nevtron ali svetlo siva kroglica, ki nadaljuje trend uprizarjanja atomov žlahtnih plinov.
Nevtronij je bil predviden že pred odkritjem nevtronov, ko je ime nevtronij prvič omenil Andreas von Antropoff kot element z atomskim številom 0. Skozi čas se je primarna definicija nevtronija začela opuščati in se je začela uporabljati za hipotetično snov znotraj nevtronskih zvezd, narejeno iz nevtronov. V obeh primerih gre za isto snov, le da se v nevtronskih zvezdah pojavlja v večjih količinah in najbrž z drugačno strukturo.
Nevtronij je element, ki ni zmožen ujeti elektronov in ga zaradi tega ne moremo uvrstiti v noben blok. Nevtronij nima določenega bloka, ker se je po odkritju orbital le redko omenjal in se nekateri niso strinjali, da so prosti nevtroni dejansko nevtronij. Do sedaj ni bilo objavljenega še nobenega članka, ki bi predlagal ime novega bloka ali uvrstitev nevtronija v že obstoječe bloke.

## Nevtronij in nevtron
Nevtronij in nevtron sta podobni besedi in imata tudi podoben pomen, vendar ju ne smemo med seboj mešati. Obe besedi se lahko uporabita za opis mononevtrona, za druge izotope nevtronija pa termin nevtron ni primeren. Nevtronij je poimenovanje za vse proste nevtrone ali skupke nevtronov, ki niso vezani v isto jedro kot protoni. Je samostojen delec in ne more tvoriti jedra drugega elementa. Nevtron je hadron, torej nima izotopov, vendar se lahko pojavlja tudi v jedrih elementov, ki niso nevtronij.
Čeprav lahko obe poimenovanji uporabimo za opis mononevtrona, še vedno obstaja manjša pomenska razlika. Pomagamo si lahko s poimenovanjem protona oz. protijevega kationa (1H+). Poimenovanje protijev kation bi uporabili, če delec omenjamo v reakciji, kot ion, ali kot celoten delec nekega elementa, medtem ko bi poimenovanje proton uporabili v kontekstu z jedrsko fiziko, kot nekdanji del atoma oz. ko tema ni kemija. Enako je pri nevtroniju, le da se tukaj ime nevtronij uporablja redkeje, saj se manjkrat uporablja pri kemiji.

## Kemijske značilnosti
Naravni načini nastajanja nevtronija mu ne omogočajo, da bi imel okoli sebe elektrone in tudi možnost, da bi mu umetno dodali elektrone, je v nasprotju z vsemi načeli elektrodinamike. Reaktivnost nevtronija je zato zelo majhna in sploh ne more reagirati na enak način. Nevtronij ni zmožen tvoriti ionov (še posebej kationov, kar bi bilo nasploh nesmiselno, saj nima protonov), prav tako ne kovalentnih in kovinskih vezi. Kljub temu je predvideno, da lahko nevtronij v tekočem stanju tvori zelo šibko vez z navadnimi elementi. Pri tem bi nastala posebna oblika molekule, ki se imenuje nuklearna molekula. Oba atoma bi se zlila skupaj in tvorila sestavljeno jedro, vendar bi bilo jedro drugačno od drugih do sedaj znanih sestavljenih jeder, saj se navadni elementi in nevtronij, tako kot polarne in nepolarne snovi, med seboj najbrž ne mešajo. Za izotope nevtronija z atomsko maso manjšo od 60 bi povečanje Coulombove energije, povezane z β-razpadom tudi preprečilo spremembo nevtronija v vodik. Tako je predvideno, da bi lahko v vodi obstajalo majhno število stabilnih ONt molekul v obliki masivnih kisikovih atomov.
Kadar se ga vključi v periodni sistem elementov, je nevtronij običajno v periodi 0, saj nima orbital, ter v skupini žlahtnih plinov (18. skupina), saj je nereaktiven, je plin in ima teoretično zapolnjene vse lupine. Perioda 0 se nahaja nad periodo 1 in na večini periodnih sistemov ni označena. Nevtronij je tako nad helijem. Ponekod je lahko nevtronij tudi postavljen levo od vodika, brez nekega pomena. Ker nima elektronov tudi ne moremo določiti, v kateri blok spada, zato se velikokrat označi, da blok ni znan ali se ga uvrsti v svoj blok, 0-blok.

## Fizikalne značilnosti
Podobno kot velja za kemične, velja tudi za fizikalne lastnosti, da namreč pri "nevtroniju", snovi, ki ni iz atomov, o fizikalnih lastnostih, kot fizikalno stanje (trdina, tekočina, plin) nimajo smisla, vrelišče, parni tlak ipd. Smiselni so samo podatki, ki slonijo na jedrski fiziki, kot so razpolovni čas, reakcijski presek,razpadne poti, spin ipd.

## Zgodovina
Nevtronij kot element je najprej predlagal Andreas von Antropoff leta 1926, ko nevtroni niso bili še niti odkriti. V tistem času njegova ideja ni bila preveč priljubljena in po njegovi smrti leta 1956 so idejo opustili. Medtem je James Chadwick, ne da bi se sploh zavedal, skupaj z odkritjem nevtrona, leta 1932 odkril tudi nevtronij. Beseda nevtronij se nato ni več pogosto uporabljala vse do leta 1967, ko so odkrili nevtronske zvezde in se je beseda nevtronij uporabljala za poimenovanje goste snovi iz nevtronov v središču nevtronskih zvezd, brez zavedanja, da obstaja enaka snov tudi na Zemlji. Čez čas se je definicija nevtronija kot snovi, ki obstaja tudi na Zemlji spet začela uveljavljati, še posebej ob začetku iskanja težjih izotopov in odkritju dinevtrona.

## Izotopi
Do sedaj smo zabeležili obstoj le dveh izotopov nevtronija, 1Nt in 2Nt, oba sta radioaktivna in se spremenita v vodik. Za težje izotope nevtronija so predvidene še krajše razpolovne dobe, nekateri znanstveniki celo verjamejo, da večji atomi ne morejo niti obstajati, vendar je to le ugibanje. Če obstajajo, je predvideno območje stabilizacije, ko bodo imeli večji izotopi spet daljšo razpolovno dobo, sprva bilo predvideno pri 60Nt, vendar se je meja spustila na 12Nt. Vez med nevtroni v atomu je 7 MeV, kar je skoraj dvakrat toliko kakor v jedru navadnega atoma. Del energije, ki drži nevtrone skupaj, najbrž prihaja iz kolektivnega združevanja nevtronov, ki imajo nasprotne spine in gibalne količine, podobno kot elektroni v superprevodnikih.

### Mononevtron
Mononevtron, 1N, je v bistvu le prost nevtron in je edini izotop nevtronija, ki se pojavlja v naravi. 1N je na meji definicije atoma in povzroča nestrinjanje med znanstveniki. Ob odkritju so ga nekateri znanstveniki celo dodali na svoje periodne sisteme, medtem ko se sedaj večina strokovnjakov strinja, da se nevtronij ne uvršča med atome. 
Čeprav je nevtron v jedru atoma stabilen, sam ni. Mononevtron ima razpolovno dobo 610,1 ± 0,7 s, kar je približno deset minut. Mononevtron nato razpade na 1H+ oz. proton, saj je proton rahlo lažji od nevtrona, kar nevtronu omogoča β-razpad.
{\displaystyle {\ce {^1 Nt ->[\beta-] ^{2}H^+ + e^{-}}}}{\displaystyle {\ce {+{\overline {\nu }}_{e}}}}
V približno enem izmed milijon razpadov se zgodi, da narejen elektron ne more uiti vodiku, tako da nastane protijev atom in ne kation. Še ena možnost razpada, ki nastane v enem promilu primerov, vključuje tudi gama žarke.
{\displaystyle {\ce {^1 Nt ->[\beta-] ^{2}H^+ + e^{-}}}}{\displaystyle {\ce {+{\overline {\nu }}_{e}+\gamma }}}

#### Nastajanje mononevtrona v naravi
Nevtronij v naravi nastaja na dva načina. Nastane lahko s spontano fisijo, kar se zgodi pri nekaterih izotopih v naravi, kot so 238U, 235U, 239Pu in 240Pu. Pri fisiji nastane več manjših jeder, med drugim tudi nevtroni.
| Začetni izotop | Razpolovna doba (leta) | % razpada s fisijo | Št. nevtronov na fisijo |
| -------------- | ---------------------- | ------------------ | ----------------------- |
| 235U           | 7,04·108               | 2.0·10−7           | 1,86                    |
| 238U           | 4,47·109               | 5.4·10−5           | 2,07                    |
| 239Pu          | 24100                  | 4.4·10−10          | 2,16                    |
| 240Pu          | 6569                   | 5.0·10−6           | 2,21                    |

Drugi način nastanka je z muoni, ki se nahajajo v kozmičnih žarkih. V viru  so naredili simulacijo proizvodnje nevtronov s pomočjo muonov in NaCl. Test je pokazal, da povprečen muon proizvede 7,6·10−4 nevtronov na 1g/cm2. Čeprav je gostota muonov in samih atomov v ozračju bistveno manjša, nastajajo nevtroni s podobnim procesom, le da v milejši obliki.

#### Umetno pridobivanje mononevtrona
Mononevtrone lahko tudi umetno pridobimo z enakima postopkoma, kot nastaja naravno, vendar to prinaša svoje prednosti in slabosti. Pri fisiji bi lahko uporabili tudi izotope, ki se ne pojavljajo v naravi, kot sta 250Cm in 252Cf, ki povprečno proizvedeta več kot 3 nevtrone na fisijo. Prav tako bi lahko fisijo izzvali, kar se že izvaja v jedrskih reaktorjih. Proizvodnja nevtronija z muoni ni ravno najboljša izbira za umetno pridobivanje, saj je proizvodnja muonov draga, povrh pa imajo muoni še kratko razpolovno dobo in bi lahko povzročili tudi stranske neželene učinke. Pri umetnem pridobivanju se pojavi še tretja možnost, ko bi lahko pridobivali nevtronij z razpadom izotopov, ki pri razpadu iz jedra izvržejo nevtron. Taki izotopi se v naravi ne pojavljajo, jih je pa možno proizvesti umetno. Nekateri izotopi, kot je na primer 7H, lahko izvržejo tudi po 4 nevtrone naenkrat.

### Dinevtron
Dinevtron, 2Nt so prvič odkrili leta 2012, ko so na Michiganski univerzi zabeležili obstoj 16Be. 16Be je nato razpadel na 14Be in dinevtron:
{\displaystyle {\ce {^16Be -> ^14Be + ^2Nt}}}
Do zdaj je to edini zabeležen način pridobivanja dinevtronov, vendar bi lahko tudi nekateri drugi izotopi elementov, kot so 11Li in nekateri helijevi izotopi. Različni eksperimenti so pokazali, da čeprav je emisija dveh nevtronov precej pogosta, pride pri večini primerov do emisij dveh mononevtronov in ne dinevtrona. Pri poskusu je bil dinevtron stranski produkt, zato niso naprej merili njegove razpolovne dobe ali način razpada. Predviden razpad je β−, predvidena razpolovna doba pa je odvisna od maksimalne kinetične energije delca. Predvidena razpolovna doba je bila med 0,0074 in 0,1857 s, izmerjena pa je bila bistveno manjša, saj je dinevtron razpadel po le 10−22 s. To je kar nekajkrat krajše od razpolovne dobe diprotona in je izmed vseh izotopov, ki jih do sedaj poznamo, drugi najmanj stabilen, takoj za 7H. 2Nt je pri poskusu najbrž razpadel v 2H.
{\displaystyle {\ce {^2 Nt ->[\beta-] ^{2}H^+ + e^{-}}}}{\displaystyle {\ce {+{\overline {\nu }}_{e}}}}
Atomska masa dinevtrona še ni bila izmerjena, vendar jo lahko dobro ocenimo, saj je delec le iz dveh nevtronov.
Dinevtron bi se najbrž lahko tudi v naravi oblikoval sam, vendar le pri zelo nizkih temperaturah, ko tvori Bose-Einsteinov kondenzat, a to še ni bilo preverjeno ali dokazano.

### Trinevtron
Trinevtron je predviden izotop nevtronija, ki bi v jedru imel združene tri nevtrone. Poskušali so že pridobiti trinevtron s pomočjo tritija in drugih izotopov, vendar pri tem niso bili uspešni. Nekateri viri celo zagotavljajo, da obstoj trinevtrona ni mogoč, kar tudi kaže čedalje več eksperimentov.
Trinevtron, če obstaja, bi se najlažje pridobilo iz 2H, 3H, 3He, 4He, 7He ali 7Li. Ar bi imel okoli 3 ter najbrž razpadel na tritij z β−-razpadom.

### Tetranevtron
Tetranevtron, 4Nt so znanstveniki poskušali proizvesti že 55 let. Sprva so bili vsi poskusi neuspešni, sedaj pa se je pojavilo nekaj dokazov z vprašljivo relevantnostjo oz. predvidevanji. Leta 2002 je skupina fizikov predstavila rezultate eksperimenta, ki namiguje na tetranevtron. Eksperiment je bil narejen v francoskem narodnem velikem težkoionskem pospeševalniku v Caen-u, pri poskusu pa so opazovali razpad berilijevega izotopa 14Be. Atom 14Be je imel jedro iz 10Be, na katero so bili pripeti štirje dodatni nevtroni. Pri razpadu naj bi se naenkrat iz jedra ločili štirje nevtroni, ki naj bi bili povezani skupaj.
{\displaystyle {\ce {^14Be -> ^10Be + ^4Nt}}}
Druga možna zabeležba tetranevtrona je bila leta 2016 pri poskusu s 4He 8He in 8Be. Če so predvidevanja pravilna, bi s tem dokazali, da je 4Nt stabilen delec in bi imele velik vpliv na celotno fiziko delcev. Tetranevtron ima atomsko maso okoli 4. 

### Pentanevtron
Za pentanevtron ni bilo narejenih veliko raziskav. Glede na predvidevanja ostalih izotopov bi bil 5Nt ali stabilen ali razpadel z β−-razpadom na 5H, ki nato hitro razpade na tritij.

### Polinevtron
Polinevtron so vsi izotopi nevtronija, ki imajo v jedru šest ali več nevtronov. Polinevtroni naj bi bili stabilni v spojinah s kisikom, tako da bi lahko v manjši količini obstajali tudi v naravi. Razpadli naj bi z β−-razpadom. Predviden je tudi porast stabilnosti, ki naj bi podaljšal razpolovno dobo 12Nt in naprej. Uporabni naj bi bili tudi pri hladni fuziji.

## Trenutna uporaba nevtronija
Nevtronij trenutno nima veliko uporab. Večina nevtronija se uporabi v jedrskih reaktorjih, kjer nastane s fisijo večjih atomov. Ta nato z veliko hitrostjo trči v druge atome ter tako izsili fisijo, ki proizvede še več nevtronija. Nevtronij se tako uporablja za izsiljevanje fisije pri nekaterih izotopih, kot sta 235U in 239Pu.
Uporablja se tudi za ugotavljanje struktur trdnin, podobno kot se žarki X uporabljajo za ugotavljanje zlomov kosti v človeškem telesu. Z njimi se lahko določi pozicijo atomov v trdninah, kar nam pove o strukturi same trdnine, vendar ima ta način nekaj slabih lastnosti, kot na primer, da nekateri izotopi radi absorbirajo nevtrone in bi zato lahko postali dobljeni podatki nejasni. Podobni uporabi nevtronija sta tudi pri NAA in PGNAA, le da tu nevtronij zgolj sproži gama žarke, ki jih nato naprava zazna. S pomočjo nevtronija lahko tudi ugotovimo količino vode v prsti, saj se nevtron rahlo upočasni, ko trči v vodikov atom v vodi.
Nevtronij se uporablja tudi v medicini, in sicer za zdravljene raka.

## Možna uporaba nevtronija v prihodnosti
Čeprav se trenutno večinoma uporablja mononevtron, je večina novih konceptov za polinevtrone.

### Hladna fuzija
Nevtronij bi lahko predstavljal začetno gorivo pri hladni fuziji. Najprej bi z njim naredili molekule 16OnNt, nato pa jim približali 18O. Ker je nevtronij le šibko povezan s 16O, bi lahko prešel na 18O in tako bi se verižna reakcija pričela. Pogoji, da bi verižna reakcija povzročila makroskopske posledice so odvisne od pravilne zmesi reaktantov in pravilnega odstranjevanja stranskih produktov ter dodajanja novih reaktantov. S pravimi pogoji bi lahko proizvedli dovolj energije ter drugih elementov, kot je helij, ki so potrebni za hladno fuzijo. Drugi vir kot potencialen reaktant doda še 2H in 17O, ki bi se vsi med reakcijo lahko spremenili v 1H in 16O. Reakcija za primer devterija bi bila sledeča:
{\displaystyle {\ce {^2 H + ^{A}Nt -> ^1 H + ^{A-1}Nt}}}
Pri sprostitvi energije vpliva veliko bolj parnost atomske mase kot pa sama številka, npr. pri A ≈ 600 je sproščenih 8,905 eV za liho število A in le 0,504 eV za sodo, medtem ko je za A ≈ 50 pri lihem številu A še vedno sproščenih 8,873 eV in pri sodih 0,474 eV. Idealna atomska masa nevtronija za hladno fuzijo je torej liho število med 49 in 1235.

### Odkrivanje težjih izotopov ostalih elementov
Polinevtroni se najprej z β-razpadom spremenijo v velike atome vodika, v katerem ima proton enako nuklearno simetrijo kot polinevtron, iz katerega je nastal. Na tak način bi lahko dobili veliko novih izotopov vodika, litija, helija in bora, dokler ne bi bila Coulombova energija prevelika za β-razpad in bi začeli atomi razpadati z ɑ-razpadom. Pri tem bi se lahko zgodilo, da bi nastal nov polinevtron, ki bi lahko, na enak način kot pri hladni fuziji, povzročil verižno reakcijo. Predvidene so naslednje verige razpadov:
{\displaystyle {\ce {^{A}Nt ->[\beta] ^{A}H ->[\beta] ^{A}He ->[\beta] ^{A}Li ->[\alpha] ^{A-4}H + ^{4}He}}}  za 24 < A < 84
{\displaystyle {\ce {^{A}Nt ->[\beta] ^{A}H ->[\beta] ^{A}He ->[\beta] ^{A}Li ->[\beta] ^{A}Be ->[\alpha] ^{A-4}He + ^{4}He}}}  za 84 < A < 198 in 
{\displaystyle {\ce {^{A}Nt ->[\beta] ^{A}H ->[\beta] ^{A}He ->[\beta] ^{A}Li ->[\beta] ^{A}Be ->[\beta] ^{A}B ->[\alpha] ^{A-4}Li + ^{4}He}}}  za 198 < A <388

## Toksičnost nevtronija
Nevtronij sam po sebi ni toksičen, saj ni reaktiven. Toksična sta njegov nastanek in njegov razpad, saj izstrelita delce z veliko hitrostjo, kar lahko povzroči raka. Pri nastanku je nevtronij izstreljen iz jedra in ima veliko energije. To imenujemo nevtronska radiacija. Ko bi se umiril, bi bil povsem nenevaren vse do njegovega razpada. Pri β−razpadu, ki je edini znani razpad nevtronija, nastaneta elektron in njegov nevtrino, ki imata veliko energije. Nevtrino je nenevaren, medtem ko elektron je in lahko povzroči nepopravljive poškodbe DNK. To obliko radiacije imenujemo β-radiacija.

### Nevtronska radiacija
Nevtronski radiaciji je bilo do sedaj izpostavljenih le malo ljudi, zato učinki niso najbolje poznani. Največ ljudi, na katerih lahko preučujemo učinke, so preživeli iz bombardiranja na Hirošimo in Nagasaki. Druga velika skupina so znanstveniki, ki delajo v okolju, kjer se pojavlja tudi nevtronska radiacija. Čeprav sta ti dve skupini resda prejeli nevtronsko radiacijo, je bil odstotek zelo majhen in sta prejeli okoli desetkrat večjo radiacijo gama. Učinki nevtronske radiacije so tako zelo slabo vidni in pri obeh skupinah se ne da dobiti relevantnih podatkov. Najboljša skupina za preučevanje so prejemniki nevtronske terapije, vendar je teh ljudi zelo malo. Na Škotskem je bila narejena raziskava in od 620 testiranih so trije imeli sarkome, kar je 111-krat višje od povprečja.

### Dinevtronska radiacija
Dinevtronska radiacija se pojavi, ko nastane 2Nt. Dinevtron ima takoj po nastanku tudi veliko energije in je najbrž zmožen škoditi ljudem. Možnost prejemanja dinevtronske radiacije je praktično nič, celo v laboratorijih in do sedaj še noben človek ni dobil tolikšne doze radiacije, da bi lahko povzročila vidne posledice. Dinevtron bi najbrž zaradi večje velikosti prej porabil energijo in ne bi potoval tako dolgo po zraku. Prav tako hitreje razpade, kar še dodatno zmanjša možnost prejemanja radiacije.

## Nevtronij v periodnem sistemu
Nevtronija ni mogoče razumeti kot element. Ker ne vsebuje protonov, ne more z elektroni ustvarjati atomov, kar je osnova za članstvo v periodnem sistemu.